# Villars-sur-Glâne
Villars-sur-Glâne är en ort och kommun i distriktet Sarine i kantonen Fribourg, Schweiz. Kommunen hade 12 444 invånare (2023).